# Internazionali di Francia 1931
Gli Internazionali di Francia 1931 (conosciuti oggi come Open di Francia o Roland Garros) sono stati la 36ª edizione degli Internazionali di Francia di tennis. Si sono svolti sui campi in terra rossa dello Stade Roland Garros di Parigi in Francia.
Il singolare maschile è stato vinto da Jean Borotra, che si è imposto sul connazionale Christian Boussus in quattro set col punteggio di 2–6, 6–4, 7–5, 6–4. Il singolare femminile è stato vinto da Cilly Aussem, che ha battuto in due set Betty Nuthall. Nel doppio maschile si sono imposti George Lott e John Van Ryn. Nel doppio femminile hanno trionfato Eileen Bennett Whittingstall e Betty Nuthall. Nel doppio misto la vittoria è andata a Betty Nuthall in coppia con Patrick Spence.

## Seniors

### Singolare maschile
Jean Borotra ha battuto in finale  Christian Boussus con il punteggio di 2–6, 6–4, 7–5, 6–4.

### Singolare femminile
Cilly Aussem ha battuto in finale  Betty Nuthall con il punteggio di 8–6, 6–1.

### Doppio maschile
George Lott /  John Van Ryn hanno battuto in finale  Vernon Kirby /  Norman Farquharson con il punteggio di 6–4, 6–3, 6–4.

### Doppio Femminile
Eileen Bennett Whittingstall /  Betty Nuthall hanno battuto in finale  Cilly Aussem /  Elizabeth Ryan con il punteggio di 9–7, 6–2.

### Doppio Misto
Betty Nuthall /  Patrick Spence hanno battuto in finale  Dorothy Shepherd Barron /  Bunny Austin con il punteggio di 6–3, 5–7, 6–3.